# 사노시역
사노시역(일본어: 佐野市駅, さのしえき)은 일본 도치기현 사노시에 있는 도부 철도 사노 선의 역이다. 역 번호는 TI 33이다.

## 역 구조
상대식 승강장 2면 3선의 지상역이다. 중앙에는 대피선이 있었지만 화물 수송이 폐지되면서 사용되지 않는다. 역사는 구즈 방향에 위치하고, 다테바야시 방향과는 지하도에 의하여 연결된다. 구즈 방향 열차에서는 동일본여객철도(JR 동일본) 료모 선과의 환승역은 본 역이 아닌 인근의 사노역이라는 안내 방송이 있고, 구즈 방향 승강장에는 경고문도 부착되어 있다.
역 스탬프가 상비되어 있어 이용 시에는 개찰구에서 신청 및 이용 가능하다.
2009년 6월 5일까지는 본 역 시・종착 열차가 상하행 1개씩 설정되어 있었지만, 다음 날인 6월 6일 실시의 다이아 개정에 의하여 사노 역 시・종착으로 변경되었다.

### 승강장
| 번호 | 노선    | 방향 | 행선            |
| ---- | ------- | ---- | --------------- |
| 1    | 사노 선 | 하행 | 구즈 방면       |
| 2    | 사노 선 | 상행 | 다테바야시 방면 |

## 역 주변
- 사노 경찰서
- 사노 시 문화 회관
- 사노 시치켄초 우체국
- 사노 우에카미 우체국
- 소슈지
- 센트럴 스포츠 클럽 사노

## 역사
- 1914년 8월 2일: 사노마치역으로 영업 개시.
- 1943년 4월 1일: 사노시역으로 역명 변경.

## 사진

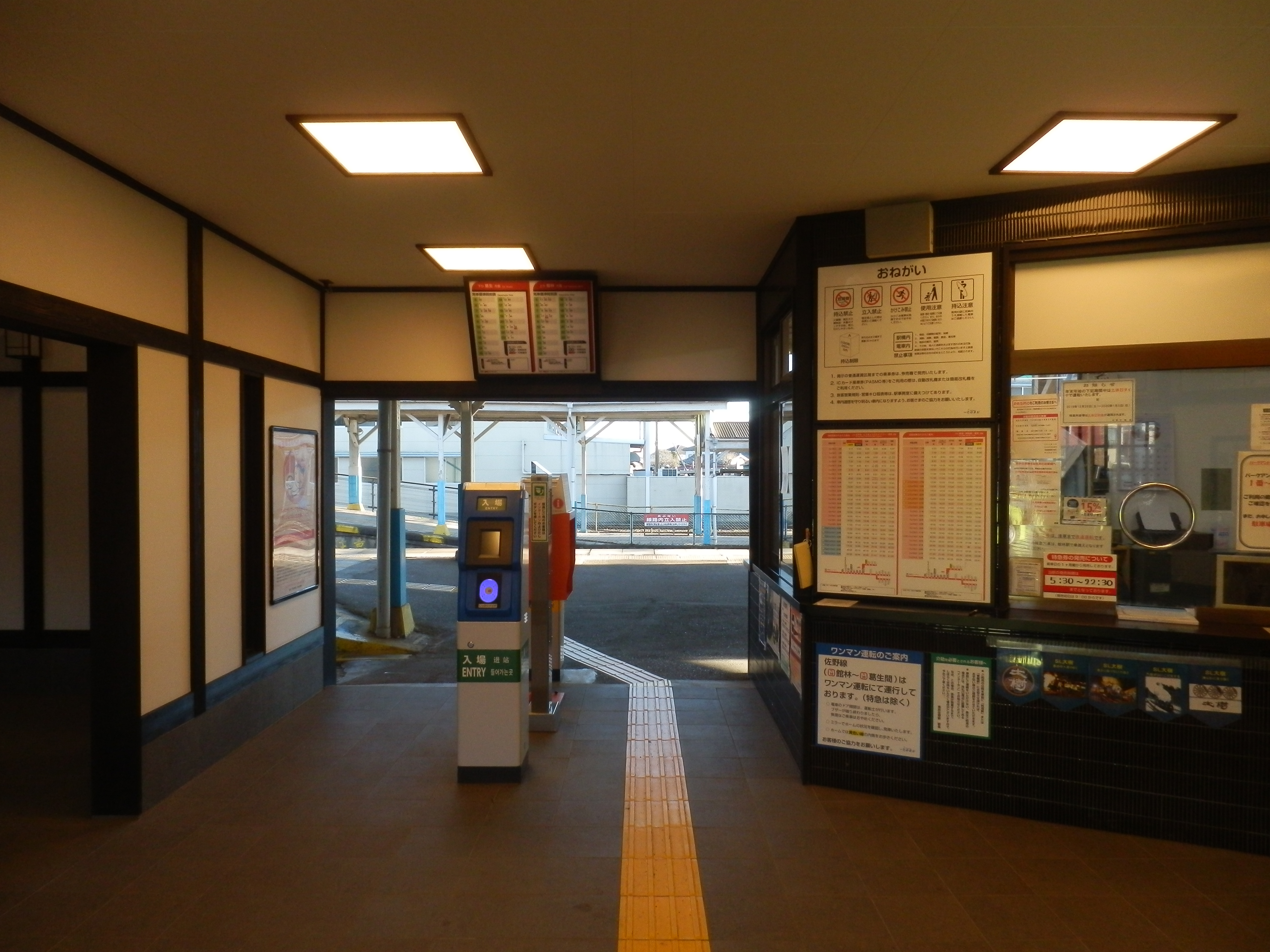
개찰(2020년 1월)
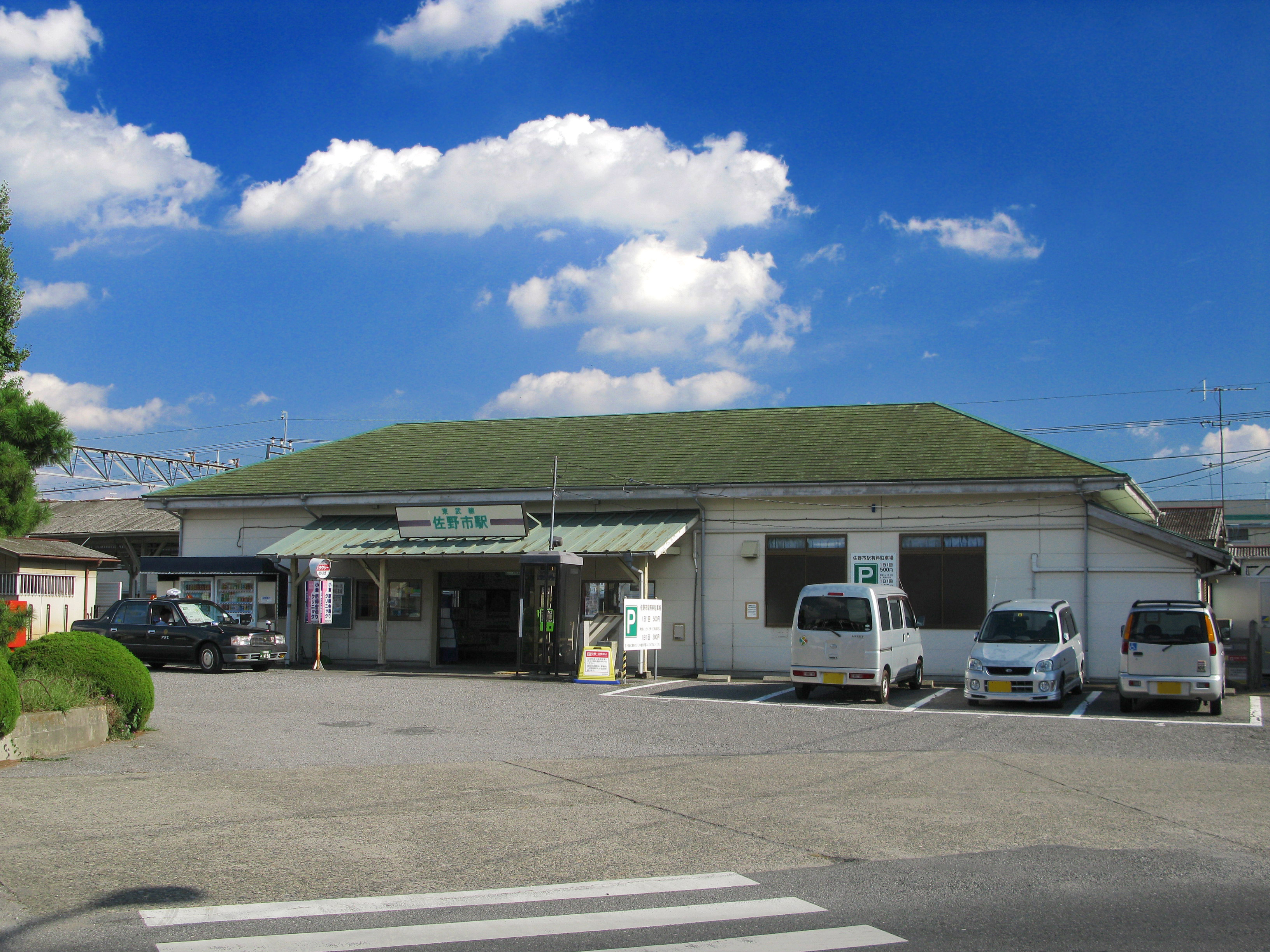
옛 역사(2012년 10월)

## 인접역
| 도부 철도 사노 선            | 도부 철도 사노 선 | 도부 철도 사노 선    |
| ---------------------------- | ----------------- | -------------------- |
| TI 32 다지마 다테바야시 방면 |                   | 사노 TI 34 구즈 방면 |